# Давидов Володимир Мойсейович
Давидов Володимир Мойсейович (7 квітня 1937 або 7 червня 1937, Новгород-Сіверський, Чернігівська область, УРСР — 18 січня 1979) — радянський інженер-геофізик. Доктор фізико-математичних наук (1973). Область досліджень — природне електромагнітне поле Землі, електромагнітні методи у геофізиці.

## Життєпис
Народився 1937 року в Новгороді-Сіверському, Чернігівська область.
У 1959 році закінчив Московський інститут нафтохімічної та газової промисловості за фахом «Гірничий інженер-геофізик», 1966 року там же закінчив аспірантуру. Кандидат фізико-математичних наук (1965; дисертація «Спотворення зондування методом становлення»).
Працював у Куйбишевському науково-дослідному інституті нафтової промисловости (1959—1966), Інституті геології та геофізики Сибірського відділення АН СРСР (1966—1970), Інституті геології Якутського філіалу АН СРСР (1970—1975), Інституті космофізики АН СРСР (1974—1979).
Доктор фізико-математичних наук (1973; дисертація «Дослідження кількісної моделі геомагнітних пульсацій з метою діагностики параметрів магнітосфери»).
Автор 61 наукової публікації, в тому числі монографії «Теорія низькочастотних електромагнітних полів в середовищах з тонкими анізотропними шарами» (1971, співавтор).
Помер 18 січня 1979 року.